# Jacques Firmin Beauvarlet

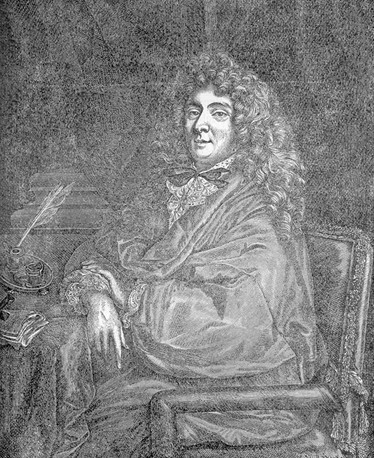
Porträtt av Molière, utfört i kopparstick av Jacques Firmin Beauvarlet efter en målning av Sébastien Bourdon.

Jacques Firmin Beauvarlet, född 25 september 1731 och död 7 december 1797, var en fransk kopparstickare.
Beauvarlet kom 1750 till Paris, och utbildade sig främst hos Laurent Cars. Hans arbeten utmärker sig för sin mjukhet och klarhet i linjerna. Bland hans främsta verk märks Återkomsten från balen samt Toaletten före balen, efter målningar av Jean-François de Troy, samt porträtt av greven av Artois och prinsessan Clothilde som barn ute i det fria.